# ДАРТ
ДАРТ — бывшая украинская авиакомпания со штаб-квартирой в Киеве. Основной аэропорт — Международный аэропорт «Киев» (Жуляны). . Авиакомпания прекратила свою деятельность в апреле 2018 года

## История
DART Ukrainian Airlines была создана в 1997 году и предлагала регулярные и чартерные перевозки пассажиров и грузов, а также лизинг воздушных судов. В ноябре 2016 года DART расширила свою деятельность, добавив в свой парк один Boeing 737-300. Авиакомпания прекратила свою деятельность в 2018 году.

## Направления
DART Ukrainian Airlines выполняла регулярные и чартерные рейсы по следующим направлениям:
Албания
- Тирана — Международный аэропорт Тираны

Грузия
- Тбилиси — Международный аэропорт Тбилиси

Греция
- Афины — Международный аэропорт Афин

Украина
- Киев — Международный аэропорт Киев (Жуляны) база
- Одесса — Международный аэропорт Одесса сезонный чартер[7]

Черногория
- Тиват — Аэропорт Тиват сезонный чартер[8]

## Флот

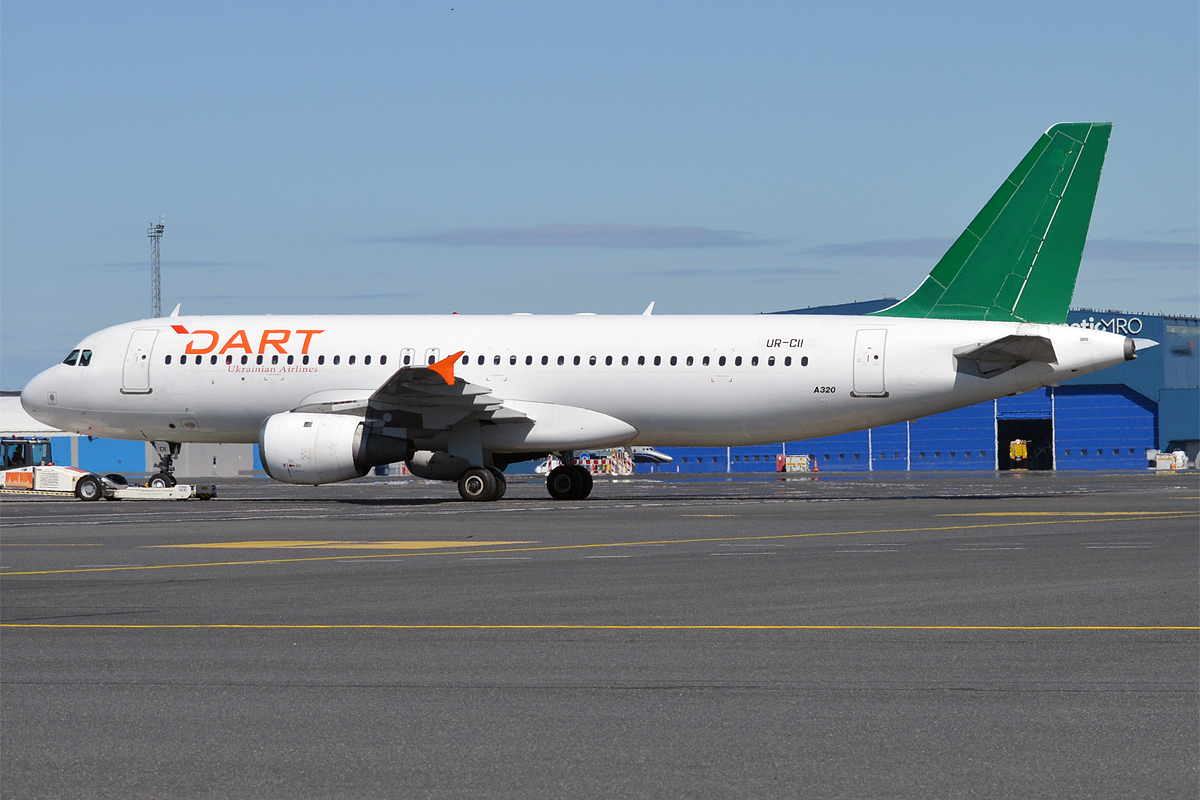
DART Airbus A320-200

По состоянию на ноябрь 2017 года парк DART «Украинские авиалинии» состоял из следующих самолетов:
| Самолет               | Количество | Заказы | Пассажиры | Примечания  |
| --------------------- | ---------- | ------ | --------- | ----------- |
| Airbus A319-100       | 1          | —      | 130       |             |
| Airbus A320-200       | 4          | —      | 180       |             |
| Airbus A321-200       | 1          | —      |           |             |
| Boeing 737-400        | 1          | —      | 168       |             |
| Bombardier Learjet 60 | 1          | —      | 12        | Бизнес-джет |
| Всего                 | 8          | —      |           |             |